# Свято-Успенський храм (Межова)
Свято-Успенський храм — храм Дніпропетровська єпархія УПЦ (МП), що розташоване у смт Межова Межівського району Дніпропетровської області.
Адреса храму: Дніпропетровська область, Межівський район, смт Межова.

## Історія
Свято-Успенський храм зведено у 1830 році. Побудовано на честь Успіння Пресвятої Богородиці.
У 1972 році Свято — Успенський храм було зруйновано вщент. На місці зруйнованого Успенського храму побудована середня школа № 1.
У 1990 році в смт Межова була зареєстрована православна громада УПЦ (МП).
Під Свято-Успенський храм було віддане у власність й переобладнано приміщення колишньої лікарні. Будівля була переобладнана під храм з дзвіницею і куполом. 7 вересня 2002 року було освячено новий храм.
28 серпня 2003 року настоятелем Свято-Успенського храму було призначено священика Віталія Кваса.
При храмі створено православний центр естетичного виховання та бібліотека.
У жовтні 2005 року настоятель Свято-Успенського храму ієрей Віталій Квас звершив освячення світлиці у середній школі № 1, де колись стояв храм. У світлиці влаштовано іконостас, присутні предмети побуту селянської сім'ї та лампада, що запалюється перед початком будь-якого заходу.